# Fémüveg

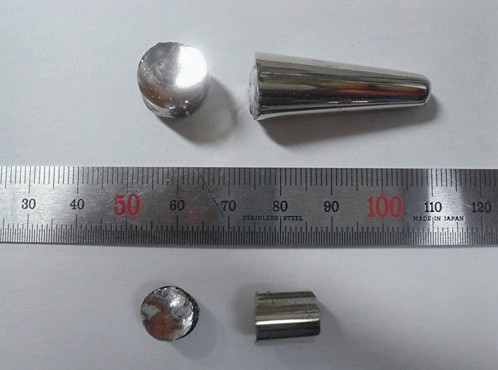
Amorf fémből készített mintadarabok

A fémüveg az olvadékból olyan gyorsan lehűtött fém, amelynek nem alakul ki a kristályszerkezete, hanem a gyors hűtés miatt a folyadékban uralkodó atomi rendezetlenség fagy bele az anyagba. Amorf fémnek, fémüvegnek vagy üveges fémnek is nevezik.

## Előállítása
A fémüveget fémolvadékból igen gyors hűtéssel állítják elő. A gyors hűtés nem hagy időt arra, hogy az atomok „megtalálják egyensúlyi szerkezetüket”, azaz kikristályosodjon az anyag. A lehűtés tipikus sebessége: 105 K/s. Ezzel a hagyományos előállítási formával gyakori eljárás volt, hogy a fémolvadékot egy gyorsan forgó fémhengerre lőtték rá. Ezt az előállítási módot a 60-as évektől már alkalmazták a kutatók. A megdermedő olvadék, szalagot formálva, közvetlenül alakult át felhasználható formájú fémüveg anyaggá. 
Ma már a fémüvegek gyártását ötvözetekből végzik. Ilyenkor nem szükséges a korábbi igen gyors lehűtési sebességet elérni. Az eljárással néhány milliméter vastagságú fémlapot állítanak elő. Tömbös fémüvegnek is nevezik ezt. Néha 4-5 fémből alkotott ötvözetet is használnak erre a célra. Közöttük gyakoriak a Ti alapú fémüvegek. Ma már a lantán, magnézium, cirkónium, palládium, vas, réz és titán ötvözetekkel az 1 K/s–től a 100 K/s-ig terjedő lehűtési sebességekkel is elő tudnak állítani fémüvegeket. 
Számos előállítási módja mellett érdemes megemlíteni a porkohászatit is. 
Nem csak olvadékból állítható elő, hanem fémgőzből is.

## Előnye
A fémüvegek kétféle előnyéről is beszélhetünk. Az egyik a fémüveg tulajdonságaiból, a másik a gyártásának könnyebbségéből fakad.
A fémüvegek többnyire ötvözetek: többféle fém keverékéből állnak. A sokféle összetevő miatt nagyobb a belső súrlódásuk mint más fémeknek. Ezért kisebb a lehűléskor bekövetkező zsugorodásuk is. Jobban ellenállnak a későbbi deformálódásnak. Előállításkor azonban a képlékeny alakítás lehetővé teszi, hogy fröccsöntéssel, (a műanyagok gyártásához hasonló eljárással) alakítsák ki a fémüvegek formáját. Mivel nincsenek benne szemcsék, ezért a szemcsehatárokon fellépő jelenségek nem gyengítik, korrodálják pl. a fémüveget. Keményebbek és mégis kevésbé ridegek, mint a szilikátos üvegek vagy kerámiák. 

## Alkalmazása
A fémüvegek egyik felhasználási területe a transzformátorok maganyagaként való alkalmazása. Igen erős alkatrészeket is ki lehet alakítani belőlük, amit általában porkohászati eljárással végeznek (fogaskerekek készítése).

## Történeti adatok
- Az első fémüveget 1960-ban egy (Au75Si25) összetételű ötvözetből a California Institute of Technology egyetemen állította elő W. Klement (Jr.), Willens és Pol Duwez.

- 1969-ben 77,5% palládiumból, 6% rézből és 16,5% szilíciumból álló ötvözetből 100 K/s és 1000 K/s lehűtési sebességgel már elő tudtak állítani fémüveget..

- 1976-ban fejlesztette ki H. Liebermann és C. Graham azt a módszert, amellyel fémüveg szalagot lehetett előállítani. A felhasznált anyag egy vas, nikkel, foszfor és bór ötvözet volt.

- A 80-as évek elején már 5 mm vastagságú fémlapot tudtak gyártani egy 55% palládiumból, 22,5% ólomból és 22,5% antimonból álló ötvözetből.

- 1988-ban a lantán-alumínium-réz ötvözetekről ismerték fel a jó fémüvegformáló-képességet.

- 1990-től már 1 K/s lehűtési sebességgel is elő tudtak állítani fémüveget.

## Külső hivatkozások
- Áttekintés a fémüvegekről Archiválva 2012. december 12-i dátummal az Archive.is-en